# MaK G 761 C
A MaK G 761 C dízel-hidraulikus tolatómozdony-sorozat, amelyet a Maschinenbau Kiel (MaK) gyártott 1977 és 1982 között, összesen 18 példányban. A G 761 C a nagyobb teljesítményű G 762 C-vel együtt a MaK 1977-től kínált harmadik generációs típusprogramjának első típusai voltak. Az ebben a programban fejlesztett mozdonyokba nem a korábbi típusokra jellemző, a hajóépítésben használt lassú járású MaK-motorokat, hanem más gyártók nagysebességű motorjait szerelték be. A G 761 C-mozdonyokba az MTU által gyártott 470 kW (639 PS) vagy 500 kW (680 PS) névleges teljesítményű motorjait építették be. Emellett biztonsági okokból a vezetőfülkékhez már nem lehetett közvetlenül a földről hozzáférni, hanem csak a járdán keresztül. A MaK G 761 C három tengelye a vázban ül, amelyeket kardántengelyek hajtanak. Maximális megengedett sebessége 30 vagy 40 vagy 55 km/h (19 vagy 25 vagy 34 mph). Üzemi tömege 54–66 tonna. Tüzelőanyag-tartálya 1500 l (330 imp gal; 400 US gal) kapacitású.
A G 761 C a német járműnyilvántartásban a 92 80 0262 sorszámmal szerepel.

## Üzemeltetők
1977 és 1982 között 18 mozdonyt építettek, ebből ötöt a kisebb teljesítményű motorral. A mozdonyokat elsősorban üzemi és kikötői vasutaknak szállították, mindenekelőtt a szén- és acéliparnak. Csak a Krupp Stahl AG hét mozdonyt rendelt, míg a Shell AG és a Neusser Eisenbahn kettő-kettőt. Mind a 18 legyártott mozdony a 2020-as években is szolgálatban van.
| MaK G 761 C-mozdonyok listája |             |                                      |                                  |                                                                           |
| Gyártási szám                 | Gyártás éve | Első üzemeltető                      | Legutóbbi üzemeltető             | Megjegyzés                                                                |
| 700022                        | 1977        | Städtische Häfen Hannover „12“       | Städtische Häfen Hannover „F2“   |                                                                           |
| 700023                        | 1978        | Krupp Stahl AG „KS-WB 631“           | Dortmunder Eisenbahn „730“       |                                                                           |
| 700024                        | 1978        | Krupp Stahl AG „KS-WR 73“            | Venator Germany „2“              | Korábban mkb „V3“, Sachtleben Chemie „103“, Huntsman P&A Germany GmbH „2“ |
| 700025                        | 1978        | Neusser Eisenbahn „II“               | Trasporti Pesanti S.r.l „DH 102“ | A marli székhelyű Railtec lízingcég tulajdonában áll                      |
| 700026                        | 1978        | Duisburg-Ruhrorter Häfen „7“         | duisport rail                    | UIC-pályaszáma: 98 80 0262 005-8 D-DPR                                    |
| 700027                        | 1979        | Krupp Stahl AG „KS-WB 74“            | Dortmunder Eisenbahn „731“       |                                                                           |
| 700028                        | 1979        | Krupp Stahl AG „KS-WB 75“            | Dortmunder Eisenbahn „734“       |                                                                           |
| 700029                        | 1979        | Krupp Stahl AG „KS-WB 76“            | Dortmunder Eisenbahn „735“       | Korábban Hoesch Hohenlimburg „735“                                        |
| 700030                        | 1979        | Krupp Stahl AG „KS-WB 77“            | Dortmunder Eisenbahn „732“       |                                                                           |
| 700031                        | 1979        | Krupp Stahl AG „KS-WB 78“            | Dortmunder Eisenbahn „733“       |                                                                           |
| 700034                        | 1979        | Shell, Tanklager Flörsheim „1“       |                                  |                                                                           |
| 700035                        | 1980        | Bayer AG, Brunsbüttel „2“            | Bayer AG, Brunsbüttel „3“        |                                                                           |
| 700036                        | 1980        | Thyssen Edelstahlwerke, Krefeld „11“ | Solvay, Rheinberg „2“            |                                                                           |
| 700037                        | 1980        | Lech-Stahlwerke „3“                  | Lech-Stahlwerke „3“              |                                                                           |
| 700038                        | 1980        | Shell, Raffinerie Godorf „5“         | Shell, Elbe-Mineralölwerke „4“   |                                                                           |
| 700059                        | 1981        | Kali-Transport Gesellschaft „2“      |                                  |                                                                           |
| 700060                        | 1982        | Häfen Düsseldorf „DL 3“              | duisport rail                    | UIC-pályaszáma: 98 80 0262 017-3 D-DPR                                    |
| 700061                        | 1982        | Neusser Eisenbahn „III“              | RheinCargo „DH 103“              |                                                                           |

## Fordítás
- Ez a szócikk részben vagy egészben  a   MaK G 761 C című német Wikipédia-szócikk ezen változatának fordításán alapul.  Az eredeti cikk szerkesztőit annak laptörténete sorolja fel. Ez a jelzés csupán a megfogalmazás eredetét és a szerzői jogokat jelzi, nem szolgál a cikkben szereplő információk forrásmegjelöléseként.